# Haverskerque
Haverskerque är en kommun i departementet Nord i regionen Hauts-de-France i norra Frankrike. Kommunen ligger i kantonen Merville som tillhör arrondissementet Dunkerque. År 2022 hade Haverskerque 1 385 invånare.

## Befolkningsutveckling
Antalet invånare i kommunen Haverskerque
| Referens: INSEE |